# Bayan-Uul (distrikt i Mongoliet, Gobi-Altaj)
Bayan-Uul (mongoliska: Баян-Уул Сум, Баян-Уул, Bayan-Uul Sum) är ett distrikt i Mongoliet.   Det ligger i provinsen Gobi-Altaj, i den västra delen av landet, 900 km väster om huvudstaden Ulaanbaatar.